# 神様はじめました
『神様はじめました』（かみさまはじめました）は、鈴木ジュリエッタによる日本の漫画。『花とゆめ』（白泉社）にて2008年6号から2016年20号まで連載された。単行本は全25巻が刊行されている。
2012年10月から12月までテレビアニメが放送。2014年8月にテレビアニメ第2期が発表され、2015年1月より3月まで放送された。2015年3月21日から29日まで東京芸術劇場プレイハウスにて舞台が公演。2016年8時点で累計発行部数は520万部を記録している。

## あらすじ
桃園奈々生はギャンブル好きの父親が借金を残したまま蒸発し、取り立て人に家を追い出され、途方に暮れていた。そんなとき、犬に追われている優男ミカゲを助けたことをきっかけに、互いに打ち解ける。ミカゲは「家を譲る」と言い残して立ち去り、奈々生は半信半疑のまま教えられた場所に行くと、そこは廃れた神社が存在し、神使の巴衛、鬼火童子の鬼切・虎徹が住んでいた。ミカゲは神社の土地神であり、奈々生は神社を家として与えられたと共に、ミカゲが20年以上放棄していた土地神の責務も譲渡されたのであった。こうして神使達との共同生活を始めて、当初は冷たい態度を示す巴衛と反発しあっていた菜々生であったが、彼の忠誠心や性格を知るうちに恋をするようになっていく。一方で、奈々生は巴衛に助けられながら任務をこなし、様々な神との出会や困難に立ち向かい、神様として成長していく。

## 登場キャラクター
「声」はテレビアニメの声優、「演」は舞台の配役（2人以上いる場合はWキャスト）。

### 主要キャラクター
桃園奈々生（ももぞの ななみ）
声 - 三森すずこ / 演 - 寺島咲
本作の主人公。活発で陽気な少女。宇治上高校2年生。誕生日は2月20日。ボロアパートに住んでいたが、幼いころに母親とは死別し、その後、博打好きの父親が借金を残したまま蒸発し、家を借金のカタに取り上げられてホームレス状態になるが、途方に暮れているときにミカゲと出会う。その後、巴衛との出会いを経て普通の女子高生としての生活を続ける傍ら、土地神としての生活を始めた。ミカゲから預かることとなったミカゲ社は縁結びの神社であり、奈々生自身も主に縁結びと退魔に神力を発揮するものの、その腕はまだ未熟（乙比古曰く地縛霊クラス）。可愛い物好きで子供の扱いは上手。
出会った当初は、巴衛の傍若無人な振る舞いにより衝突することも多かったが、彼の時折見せる優しさに触れ、次第に惹かれていく。その後、告白するもあっさり失恋してしまうが、それでも一途に巴衛を思い続けている。
巴衛が雪路に飲ませた龍王の右目（後述）が奈々生に受け継がれたのは、彼女が雪路の遠い子孫であるため。
護（まもる）
声 - 楠ひなた（式神時）、山下大輝（人型時）
子猿の姿をした奈々生の式神で、彼女の神としての能力を補助する存在。人間の子供の姿を取ることもできるが、奈々生の神力を発揮するには子猿の姿になる必要があるらしい。

巴衛（ともえ）
声 - 立花慎之介 / 演 - 八神蓮
土地神になった奈々生に仕える神使。もともとは野狐。天邪鬼でつっけんどん。笹餅が好物。
元は先代の土地神であるミカゲに仕える神使であり、彼が家出してからは留守を預かっていた。奈々生がミカゲ社の新しい土地神となってからは、彼女の神使となる。口が悪く喧嘩腰のときも多いが、奈々生の神使となった際に荒れていた寝所を彼女が寝ている間に整えたりするなど、さりげない優しさも持ち合わせている。また、炊事や洗濯などの家事全般もそつなくこなす。
500年以上前の当時は悪羅王と共に非道の限りを尽くしていたが、人間の女性・雪路（過去に行った奈々生）と恋に落ち、本物の雪路の病を癒すために龍王から右目を奪った。人間になろうとして神落ちと契約するが、人間になれなかったうえに雪路が死んだため（奈々生の時廻りの香炉の時間切れのため）、契約違反の代償として死に至る呪いを身に刻まれた。死に場所を求めて彷徨っているところをミカゲに保護され、忘却の術で雪路の記憶と死に至る呪いを封じられた。その後、ミカゲに狛犬代用として起用された当初は、触れられることさえ嫌うほどの極度の人間嫌いだったが、神使として過ごすうちに和らいでいった模様。また、神使となった際にはそれまで長かった髪を短く切った。
奈々生が鳴神姫に土地神の印を奪われた際には野狐に戻るが、奈々生が幼児化した自分を元の姿に戻したことに感謝し、神使の再契約を行った。また、奈々生が黄泉の国に落ちた際にも内での小槌で野狐に戻るが、奈々生のことをずっと考えていることに気付き、彼女への好意を自覚した。なお、奈々生の過去に行った際には幼い彼女に求婚している。
奈々生が瑞希に婚姻の印を付けられたことがきっかけとなり、奈々生の護衛として「御景巴衛（みかげ ともえ）」という名で奈々生のクラスに転入する。それ以降、人間として振る舞う際には、「変化の術」で耳としっぽを隠している。
雪路のことを思い出した際、封じられていた呪いが再び発現したために瀕死となっていたが、奈々生の奮闘により呪いは無効化された。
鞍馬 / KURAMA（クラマ）
声 - 岸尾だいすけ / 演 - 南圭介
「地獄の堕天使」の異名をとる人気絶頂のビジュアル系アイドルだが、正体は烏天狗。
奈々生の通う学校に転入し、彼女から土地神の印を奪って土地神になろうとしたこともあった。紆余曲折を経た後、奈々生に対して好意的になる。ぶっ飛んだ性格だが、その内に優しい一面もある。人間の世界に長くいたため他の妖怪などよりも人間の考えを理解しており、祭りの意見を出した際には奈々生からまともと言われた。本名は真寿郎。
瑞希（みずき）
声 - 岡本信彦 / 演 - 高崎翔太、樋口裕太
ヨノモリ社の神使。ダム湖に沈み、祭神がいなくなったヨノモリ社を護持していた。本来の姿は白蛇。奈々生を拉致してヨノモリ社の新しい祭神に仕立て上げようとしたが迎えに来た巴衛によって失敗する。しかし別れ際の奈々生の優しい姿から以後も彼女と親しくしており、海に行った際には時廻りの香炉を使って奈々生に巴衛の過去を見せた。気絶した奈々美に無理矢理キスをし、現在は奈々生の神使としてミカゲ社に住んでいる。巴衛とは良く喧嘩をしているが彼に呪いが発生した際には呪いを解こうとできる限り行動しており内心では大切に思っている。
ミカゲ
声 - 石田彰 / 演（声） - 石田彰
20年以上も家出している土地神。身寄りと家を失った奈々生に自分の住まいである神社を与えたが、その代償として土地神の職務も譲る。土地神でありながら、狛犬さえも受け付けない犬嫌いであるため、野狐の巴衛を狛犬の代用としていた。
鬼切（おにきり）
声 - 新子夏代（第1期）、松井菜桜子（第2期）/ 演 - 加藤真央
ミカゲ神社に憑いている鬼火童子の1人。おかめのお面を常に着けている。
虎徹（こてつ）
声 - 大久保ちか / 演 - 徳城慶太、高岡裕貴、髙木悠未
ミカゲ神社に憑いている鬼火童子の1人。ひょっとこのお面を常に着けている。

### 妖怪
沼皇女（ぬまの ひめみこ）、姫美子
声 - 堀江由衣
ミカゲの代からミカゲ社に縁がある「多々良沼の主（たたらぬまのぬし）」である高等妖怪。元はナマズの化身。人間時は姫美子と呼ばれる。
奈々生が小太郎との縁を結び直したことから、友神として今も友好関係にある。歯をガチッとならして返事する癖がある。小太郎と2人でいるところを竜鯉錦に襲われた際、小太郎との仲が一時決裂して錦の求婚を受け入れたが、現在は正体を明かしたうえで小太郎と両思いとなり、デートを重ねている。
青竹（あおたけ）
声 - 市瀬秀和
沼皇女の側近。気が短く、気に入らないことがあるとすぐに刀を振り回す癖がある。
竜鯉錦（りょうり にしき）
犬鳴沼の皇子。上に立つ者として、幼いころより帝王学を教え込まれたため、尊大な態度の持ち主だったが、奈々生と接するうちに性格が丸くなった。将来は沼皇女と結婚すると幼いころより教えられて育ち、求婚していたが、結婚式の最中に小太郎が乱入したことで、破談となった。
不知火（しらぬい）
錦の養育係。犬鳴沼で錦の次に偉い。堅物。
瓦魔子（がまこ）
犬鳴き沼の岩場の管理人で、元の姿は老カエル。不知火の命令で、奈々生の身体を乗っ取り、結婚式が終わるまで土地神を務める予定だったが、式が途中で中止となったため、巴衛とともに陸へ逃走しようとした。しかし、それを巴衛に見破られ、半ば逃げるような形で奈々生の身体から出て行った。
龍王・宿儺（りゅうおう すくな）
声 - 浪川大輔
龍宮に住む高等妖怪。お共に2個体のウミウシ、家来に妖怪イソギンチャクがいる。
かつて、巴衛に右目を盗られたことから巴衛を恨み、貝の中に巴衛を閉じ込めるも失敗。この右目は、雪路の体内に入れられ、奈々生に受け継がれていた。奈々生の体内から取り出された右目は削れてパチンコ玉のように小さくなっていたうえ、干からびてしまっていた（その直後に亀姫の作った服を取り戻してくれたため巴衛は無事に返した。紆余曲折を経て、今は奈々生たちと友好的になっている。妻想いで普段の夫婦仲はとても良いが余計なことを言って度々怒らせてしまっている。
亀姫（かめひめ）
声 - 岡村明美
龍王の奥方。龍王にとっては頭の上がらない存在で、怒るととてつもなく恐ろしい。龍王の事を助けてくれた奈々生とも親しく度々自身の作った服を奈々生に渡している（龍王に頼んで持っていってもらっている）。
裁縫が得意で、刺繍の腕はなかなかのもの。
夜鳥（やとり）
声 - 下野紘、私市淳（ドラマCD）
悪羅王に仕えていた下等妖怪の毛玉（けだま）が、人間の助六（すけろく）の体内へ入り込んだことで生まれた高等妖怪。現代では霧仁に仕えている。霧仁と黄泉入りした際に塵化しなかったため、高等妖怪だと判明した。狡猾な性格と口調で立ち回る。
磯姫（いそひめ）
声 - 小林ゆう
いたるところでインチキ商売をする妖怪。千里眼の両目を持ち、土地神である奈々生の魂を奪おうとしたが、瑞希に阻止される。
鬼婆（おにばば）
声 - 松井菜桜子 / 演 - 平山佳延
旅人を招いて襲っては食べる妖怪。俊足の持ち主。「土地神の肉を食べたら千年は長生きできるかも…」と思い、奈々生を食べようとしたが、巴衛に阻止される。
水玉（みずたま）
声 - 三石琴乃
タヌキの妖で、妖の世界における遊郭の遊女。600年前に水玉が遊女見習いをしていた店が悪羅王に襲撃され、命からがら店から逃げ出した際、遅れて来た巴衛と店の前で出会い、見逃してもらった借りがある。その後、500年以上経ってから巴衛と再会した。現在勤めている店では巴衛は馴染み客である。現在は老婆だが、客の相手をする際は妖術で若い姿になる。巴衛に好意を持っている。

### 神様
鳴神姫（なるかみひめ）
声 - 氷青 / 演 - 八坂沙織、川上ジュリア、奥仲麻琴
雷神。天に社を持つ神。自分に仕える狛犬の扱いが荒く、何回も代替りさせているため「狛犬潰し」と呼ばれている。
前々から巴衛を欲しがっていながらミカゲに断られており、最近になって奈々生がミカゲ社を引き継いだことを知って巴衛を打出の小槌で幼児化させ奈々生から土地神の印を奪う。しかし奈々生と巴衛の絆に気付き、奈々生に印を返して神社を後にした。
鳴神姫の社に憑いている狛犬の小竹と小梅を従えている。
乙比古（おとひこ）
声 - 高橋広樹
風神。夢の中で奈々生を神としてふさわしいか判定したことがあり、奈々生の成績に「目が潰れちゃう!」と嘆いた。見た目は男だが心は女で、女には興味がない。奈々生からは「おじさんおばさんおじさん」と呼ばれるが、本人はその呼び方を嫌っている。
戦神建速（いくさがみたけはや）
声 - 内匠靖明 / 演 - 横山一敏
出雲で最初に奈々生が会った神で、奈々生いわく「怖い神（ひと）」。500年以上前に悪羅王と巴衛を討伐の際には、巴衛を斬りつけたことがあったが、取り逃がした。現代では、黄泉の入口である黄泉比良坂（よもつひらさか）で巴衛と戦った際には頭を割られて負けているが、麻毛理神（まもりのがみ）所有の万能薬である桃丹で治癒した。血の気が多いのと歌が下手なのが欠点。風紀委員を務めている。
大国主（おおくにぬし）
声 - 森久保祥太郎
出雲大社の主祭神であり、神議り（かむはかり）の主宰でもある。美形でプレイボーイ。黄泉国（よみのくに）の黄泉津大神（よもつおおかみ）・イザナミの孫。

### 鞍馬山
真寿郎（しんじゅろう）
声 - 岸尾だいすけ
鞍馬の本名。僧正坊の息子。#主要キャラクターを参照。
牡丹丸（ぼたんまる）
声 - 齋藤彩夏、茅原実里（ドラマCD）
鞍馬山の小天狗。同い年の天狗よりも少し成長が遅いためにまだ飛べず、かつて同じ境遇だった真寿郎に強い憧れを抱いている。可愛らしい外見とは裏腹に、芯の通った強い心の持ち主。瘴気に覆われた御山を救うために掟を破って下界へ飛び出し、真寿郎を探していたところ、奈々生に助けられる。
翠郎（すいろう）
声 - 平川大輔、遊佐浩二（ドラマCD）
鞍馬を育てた兄天狗。優しい心と美しい外見の持ち主。女人の扱いに慣れていないため、奈々生の目を見て話せない。17年前、真寿郎を庇って雷獣の雷に打たれたことで翼を失い、飛べなくなってしまったが、彼のことは恨んでいない。今は天狗の里の離れで暮らしており、17年振りに御山へ帰還した真寿郎を優しく迎え入れた。
二郎（じろう）
声 - 羽多野渉、岩崎愛（少年時代）
自分にも他者にも厳格で、強さを第一に求める天狗。逞しい身体の持ち主。夜鳥に半ばそそのかされる形で天狗の里の次期頭領を狙っていたが、紆余曲折の末に改心した。奈々生にはその最中に一目惚れしており、彼女が雷獣に襲われそうになった際には身を挺して助けたことで大怪我を負ったが、奈々生が持っていた桃丹のおかげで全快した。
僧正坊（そうじょうぼう）
声 - 神谷明、宇垣秀成（ドラマCD）
鞍馬の父であり、天狗里である鞍馬山を治める長。里の天狗全員を「家族」と呼んでおり、父親的存在として寛容な心で全てを受け入れている。その立場から、実子の真寿郎とはあえて一線を引いていたが、彼のことは本当に気遣っていた。夜鳥に騙され、真寿郎から預かってきたと渡された偽の文と羽根を受け取って涙した際、夜鳥に魂を抜かれて石化したことで鞍馬山は瘴気に包まれてしまうが、奈々生たちの奮闘のおかげで元に戻ることができた。

### 黄泉国（よみのくに）
イザナミ
声 - 松井菜桜子
黄泉国の黄泉津大神（よもつおおかみ）。実体は目に見える形で残っていないので、会う者の心の中にある人物の姿を借りて現れる。奈々生と霧仁が黄泉国へ行った際は香夜子の姿を借りて現れた（アニメ版で登場した際は顔は御簾で隠れて描かれた）。再び、奈々生らが黄泉国へ行った際には、あみの姿を借りていた。
緋王（ひおう）
イザナミ付神使。語尾に「にゃん」を使う。イザナミの神殿から奈々生と霧仁が逃げた際には、イザナミの命令で二人を捕らえようと黄泉の森に火を放ったが、奈々生を助けに来た巴衛に阻まれ失敗。

### 人間
毛利霧仁（もうり きりひと）
声 - 諏訪部順一
元の霧仁
声 - 森嶋秀太
雪崩に巻き込まれて死亡したことで精神体となり、成仏する前に悪羅王の魂に出会う。心残りであった母への謝罪の言葉を伝えてもらうため、悪羅王に身体を譲った。今の霧仁と違い、見るからに好青年。
今の霧仁
現在は黄泉にある自分（悪羅王）の身体を取り戻すために黄泉に入るも失敗したが、諦めていない。菊一と紋次郎という2人の式神を従えている。奈々生とは度々遭遇し、人神である彼女を利用する。死者の身体に憑依しているため、無理が祟って度々体調が悪化していたが、奈々生から精気をかなり吸い取ってからは体調が良い。奈々生の人柄にふれるうち、異性として気になりかけている。

柊香夜子（ひいらぎ かやこ）
京都で現人神と呼ばれている少女であるが、実は性格が悪い。出雲で行われる神々の会議に出席するのにふさわしいのはどちらか、という名目で奈々生と勝負を行った。霧仁の身体の中に人外の何者かの魂が入っていることを承知の上で、彼のことが好き。霧仁の中身が何者かなのかは知らず、元の霧仁とは面識がない。奈々生とは紆余曲折の末、友人になった。
裏嶋小太郎（うらしま こたろう）
声 - 木村良平
沼皇女の恋人。普通の人間だが幼いころ、沼皇女に見初められた。奈々生が沼皇女に協力し、沼皇女と交際するようになった。パズルキューブ（ルービックキューブ）が得意で、そればかりやっている傾向にある。パズルキューブをやっている間は精神が安定する。性格や容姿は目立たないタイプ。
猫田あみ（ねこた あみ）
声 - 佐藤聡美
奈々生のクラスメイト。多少の霊感があり、無意識だが妖怪の気配も感じとることができる。妖怪に襲われかけたところをKURAMAに助けられて以来、彼に好意を持つ。当初はケイと2人で仲良しだったが、今では奈々生とケイとの3人で仲良し。
上島ケイ（うえしま ケイ）
声 - 清水香里
奈々生のクラスメイト。男運が悪く、彼氏ができては別れるを繰り返している。当初はあみと2人で仲良しだったが、今では奈々生とあみとの3人で仲良し。強引な性格だが、友達思いな一面も持ち合わせている。
磯辺（いそべ）
声 - 森嶋秀太
奈々生のクラスメイト。奈々生のことを「生活苦」と呼び、事あるごとにからかってくる。
小比類巻（こひるいまき）
声 - 檜山修之
合コンに来たメンバーの1人。言葉尻の後に舌を出して笑う癖がある。空気を読めない軽薄な性格で、論点のずれた発言をする。
奈々生と2人きりになった時に迫るが、間一髪のところで巴衛に阻止される。

### 奈々生が過去で出会った人物
雪路（ゆきじ）
声 - 三森すずこ（第1期）、折笠富美子（OVA「過去編」）
奈々生が巴衛の過去に行った際に出会った人間の女性。戦国大名と結婚し、短命の一族でありながらも龍王の右目を飲むことで、柊という女の赤ちゃんを出産。まもなく悪羅王に殺され、夫の後を追う形となってしまう。巴衛と深い関わりがあることが示唆されており、実は奈々生の先祖である。
柊
雪路が出産した女児。この人物の子供が結婚し、奈々生の代までつながったとミカゲが発言している。
夜ノ森 水波姫（ヨノモリ ミツハノヒメ）
声 - 能登麻美子
ヨノモリ社の女神。奈々生が過去で出会った際はまだ駆け出し女神だった。後に、瑞希の主となった。
巴衛
悪の限りを尽くしていたが、重傷を負ったところを未来から来た奈々生に救われ、彼女に恋心を抱く。しかし、奈々生が正体を隠していたため、雪路に助けられたことになっている。その後、嫁ぎ先の大名屋敷にて悪羅王の襲撃を受けていた雪路を助ける。
悪羅王（あくらおう）
声 - 諏訪部順一
大昔、見境なく暴れまわっていた不死身の鬼の高等妖怪。大昔は巴衛と兄弟分の仲だった。現代では、死者となった霧仁の身体に憑依した。奈々生が過去へ行った際、都を静かに見物するという名目で一日だけ奈々生と行動を共にしたことがある（その時は奈々生は霧仁の中身が悪羅王だとは知らなかった）。
助六
声 - 下野紘
奈々生が過去に行った際に奈々生を妖怪だと勘違いし、拘束した一味の一人。その一味を抜けてからは雪路の養父の家に仕えたり、それから数年後はどこにも仕えず、自由に行動していた。周囲の人々からは助（すけ）と呼ばれ、語尾に「ス」をつけて話していた。後に夜鳥となった。#妖怪を参照。
黒麿
声 - 黒麿（女）坂本真綾・黒麿（男）置鮎龍太郎
巴衛と契約した神落ち。

## 用語
夜切車
ミカゲの愛車。闇を切って進むが、その性質上、夜しか動かない。
時廻りの香炉
香をかぐことで過去に行くことができる。行く場所と時間も詳細に設定できる。魂だけを過去へ飛ばす場合と実体のまま過去へ飛ばす場合に分けられる。前者の場合は、他者の体を借りることになり、後者の場合は、実体に負担がかかるため長時間はもたない。
いつも瑞希が持ち歩いている。

## 書誌情報

### 単行本
- 鈴木ジュリエッタ 『神様はじめました』 白泉社〈花とゆめコミックス〉、全25

| 巻数 | 発売日         | ISBN              | 備考                                            |
| ---- | -------------- | ----------------- | ----------------------------------------------- |
| 1    | 2008年9月19日  | 978-4-592-18506-2 |                                                 |
| 2    | 2009年1月19日  | 978-4-592-18507-9 |                                                 |
| 3    | 2009年5月19日  | 978-4-592-18508-6 |                                                 |
| 4    | 2009年9月18日  | 978-4-592-18509-3 |                                                 |
| 5    | 2010年1月19日  | 978-4-592-18510-9 |                                                 |
| 6    | 2010年5月19日  | 978-4-592-19216-9 |                                                 |
| 7    | 2010年9月17日  | 978-4-592-19217-6 |                                                 |
| 8    | 2010年12月17日 | 978-4-592-19218-3 |                                                 |
| 9    | 2011年5月19日  | 978-4-592-19219-0 |                                                 |
| 10   | 2011年9月20日  | 978-4-592-19220-6 |                                                 |
| 11   | 2012年1月20日  | 978-4-592-19291-6 |                                                 |
| 12   | 2012年4月20日  | 978-4-592-19292-3 |                                                 |
| 13   | 2012年9月20日  | 978-4-592-19293-0 |                                                 |
| 13   | 2012年9月20日  | 978-4-592-10552-7 | ドラマCD付き 初回限定版                         |
| 14   | 2012年10月19日 | 978-4-592-19294-7 |                                                 |
| 15   | 2013年2月20日  | 978-4-592-19295-4 |                                                 |
| 16   | 2013年8月20日  | 978-4-592-19296-1 |                                                 |
| 16   | 2013年8月20日  | 978-4-592-10505-3 | オリジナルアニメDVD付初回限定版                 |
| 17   | 2014年1月20日  | 978-4-592-19297-8 |                                                 |
| 18   | 2014年5月20日  | 978-4-592-19298-5 |                                                 |
| 19   | 2014年9月19日  | 978-4-592-19299-2 |                                                 |
| 20   | 2014年12月19日 | 978-4-592-19300-5 |                                                 |
| 21   | 2015年4月20日  | 978-4-592-21501-1 |                                                 |
| 21   | 2015年4月20日  | 978-4-592-21800-5 | 巴衛と瑞希のお月見ラバーストラップ2個付き特装版 |
| 22   | 2015年8月20日  | 978-4-592-21502-8 |                                                 |
| 22   | 2015年8月20日  | 978-4-592-10508-4 | オリジナルアニメDVD付限定版                     |
| 23   | 2015年12月18日 | 978-4-592-21503-5 |                                                 |
| 23   | 2015年12月18日 | 978-4-592-10509-1 | オリジナルアニメDVD付限定版                     |
| 24   | 2016年4月20日  | 978-4-592-21504-2 |                                                 |
| 24   | 2016年4月20日  | 978-4-592-10510-7 | オリジナルアニメDVD付限定版                     |
| 25   | 2016年8月19日  | 978-4-592-21505-9 |                                                 |
| 25   | 2016年8月19日  | 978-4-592-10511-4 | オリジナルアニメDVD付限定版                     |

### 小説
- はるか・子安秀明 著『小説 神様はじめました 鞍馬山夜話』 白泉社〈花とゆめCOMICSスペシャル花とゆめノベルズ〉、全1巻
  - 2015年2月20日発売、ISBN 978-4-592-19796-6

### ファンブック
- 『神様はじめました 13.5』2012年9月20日発売、ISBN 978-4-592-19709-6
- 『TVアニメ神様はじめました スペシャルファンブック〜ミカゲ社豊作絵巻〜』ポニーキャニオン〈ぽにきゃんBOOKS〉、全1巻
  - 2013年6月20日発売、ISBN 978-4-901-63794-7
- 『TVアニメ神様はじめました スペシャルファンブック〜ミカゲ社満開絵巻〜』ポニーキャニオン〈ぽにきゃんBOOKS〉、全1巻
  - 2015年6月24日発売、ISBN 978-4-865-29144-5
- 『神様はじめました 25.5』2016年12月20日発売、ISBN 978-4-592-21506-6
  - アニメDVD同梱版：同日発売、ISBN 978-4-592-10517-6

## テレビアニメ
2012年10月から12月までテレビ東京系列ほかにて放送された。山崎バニラが講釈師としてナレーションを務める。また、「はじめました」つながりでお笑いタレント・歌手のAMEMIYAがCMに出演した。2013年8月20日発売の単行本第16巻オリジナルアニメDVD付き初回限定版（完全受注生産）にOVAが付属された。スタッフ・キャスト・主題歌はテレビアニメ版と同様である。
2014年8月に第2期の放送が発表され、『神様はじめました◎』のタイトルで2015年1月より3月まで放送された。
単行本第22巻（2015年8月発売）から4巻連続（最終巻となる25巻まで）で、オリジナルアニメDVD付き初回限定版に『神様はじめました 〜過去編〜』が収録。
埼玉県川越市が舞台のモデルとされている。

### スタッフ
- 原作 - 鈴木ジュリエッタ（白泉社「花とゆめ」連載）
- 監督 - 大地丙太郎
- キャラクターデザイン・総作画監督 - 山中純子
- 美術監督 - 青井孝
- 色彩設計 - 西香代子
- 撮影監督 - 佐々木明美
- 編集 - 藤田育代
- 音楽 - 増田俊郎
- 音響監督 - たなかかずや
- 音響効果 - 出雲範子
- プロデューサー - 林郁美、石原良一、友田亮（第1期）→久良知舞（第2期）、八田紳作・難波秀行（第1期）、新宿五郎（第1期）→大室正勝（第2期）、山口賢治（第2期）
- アニメーションプロデューサー - 石山桂一
- アニメーション制作 - トムス・エンタテインメント/V1Studio[注 4]
- 製作 - 神様はじめました製作委員会（第1期）→神様はじめました製作委員会2015（第2期）

### 主題歌
第1期
オープニングテーマ「神様はじめました」
作詞・作曲・編曲 - 真部脩一 / 歌 - ハナエ
第13話ではOPが無い代わりに挿入歌として使用された（挿入歌としてのクレジットは無し）。
エンディングテーマ
「神様お願い」
作詞・作曲 - 松崎由治 / 編曲 - 真部脩一 / 歌 - ハナエ
ザ・テンプターズの同名曲をカバー。
「「神様お願い」堕天使☆Mix」（第10話）
作詞・作曲 - 松崎由治 / 編曲 - 増田俊郎 / 歌 - KURAMA（岸尾だいすけ）featuring ハナエ

挿入歌
「堕天使DA☆TEN☆DIE」（第2話）
作詞 - KURAMA / 作曲 - 増田俊郎 / 歌 - KURAMA（岸尾だいすけ）
1期を通じて劇中歌やBGMとして多用された。
「天使LA☆TEN☆SEE」（第6話）
作曲 - 増田俊郎 / 歌 - 2年2組一同、鞍馬
歌唱名義は「2年2組一同」版と「鞍馬」版が使われたという意。

第2期
オープニングテーマ「神様の神様」
作詞・作曲・編曲 - 真部脩一 / 歌 - ハナエ
エンディングテーマ
「おとといおいで」
作詞・作曲・編曲 - 真部脩一 / 歌 - ハナエ
「翼☆バサ☆ハザード」（第6話）
作詞 - KURAMA / 作曲 - 増田俊郎 / 歌 - KURAMA（岸尾だいすけ）

挿入歌
「神様はじめました」（第6話）
作詞・作曲・編曲 - 真部脩一 / 歌 - 桃園奈々生（三森すずこ）featuring ハナエ
「堕天使DA☆TEN☆DIE」（第6話）
作詞 - KURAMA / 作曲 - 増田俊郎 / 歌 - KURAMA（岸尾だいすけ）

過去編
エンディングテーマ「桜ミコトバ」
作曲・編曲 - いいのまさし / 作詞・歌 - ハナエ

### 各話リスト
| 話数          | サブタイトル             | 脚本                  | 絵コンテ                       | 演出                | 作画監督                                                                |
| 第1期         | 第1期                    | 第1期                 | 第1期                          | 第1期               | 第1期                                                                   |
| ------------- | ------------------------ | --------------------- | ------------------------------ | ------------------- | ----------------------------------------------------------------------- |
| 01            | 奈々生、神様になる       | 大地丙太郎            | 大地丙太郎                     | 山本泰一郎          | 山中純子                                                                |
| 02            | 神様、ねらわれる         | 大地丙太郎            | 佐山聖子                       | 菱川直樹            | 野武洋行                                                                |
| 03            | 神様、縁をむすぶ         | 大地丙太郎            | 本多康之                       | 小野田雄亮          | 本橋秀之                                                                |
| 04            | 神様、拐かされる         | 大地丙太郎            | 西森章                         | 湖山禎崇            | 石川晋吾                                                                |
| 05            | 神様、家をうしなう       | 大地丙太郎            | 米たにヨシトモ                 | 永岡智佳            | かわむらあきお、大島美和 野武洋行、本橋秀之                             |
| 06            | 神様、風邪をひく         | 大地丙太郎            | 佐山聖子                       | 神原敏昭            | 小嶌エリナ                                                              |
| 07            | 神様、デートに誘う       | 大地丙太郎            | 本多康之                       | 本多康之            | 本橋秀之                                                                |
| 08            | 神様、海へいく           | 大地丙太郎            | 伊藤真朱                       | 湖山禎崇            | 斎藤大輔、しまだひであき 小松香苗、菅野智之                             |
| 09            | 神様、竜宮城にいく       | 大地丙太郎            | 佐山聖子                       | 伊藤真朱            | かわむらあきお、野武洋行 大島美和                                       |
| 10            | 巴衛、神使になる         | 大地丙太郎            | 大地丙太郎 山本泰一郎 小坂春女 | 松下周平            | 関口亮輔、小澤円 神谷友美、佐々木敏子                                   |
| 10            | 神様、合コンにいく       | 大地丙太郎            | 大地丙太郎 山本泰一郎 小坂春女 | 松下周平            | 関口亮輔、小澤円 神谷友美、佐々木敏子                                   |
| 11            | 神使、街にでかける       | 大地丙太郎            | 西森章                         | 神原敏昭            | 小嶌エリナ                                                              |
| 12            | 奈々生、神様をやめる     | 大地丙太郎 横手美智子 | 本多康之                       | 湖山禎崇 永岡智佳   | 本橋秀之、斎藤大輔 しまだひであき、小松香苗                             |
| 13            | 神様はじめました         | 大地丙太郎 横手美智子 | 大地丙太郎                     | 山本泰一郎          | 山中純子、野武洋行 大島美和、かわむらあきお 佐々木恵子                  |
| OVA           | 神様、捨てられる         | 大地丙太郎            | 大地丙太郎 本多康之            | 古谷田順久          | 山中純子、野武洋行 大島美和                                             |
| OVA           | 神様、温泉にいく         | 大地丙太郎            | 大地丙太郎 本多康之            | 古谷田順久          | 山中純子、野武洋行 大島美和                                             |
| 第2期         |                          |                       |                                |                     |                                                                         |
| 01            | 神様またはじめました     | 大地丙太郎            | 大地丙太郎                     | 向井雅浩            | 野武洋行、大島美和                                                      |
| 02            | 神様、出雲へいく         | 大地丙太郎            | 村野佑太                       | 村野佑太            | 西岡夕樹                                                                |
| 03            | 神様、黄泉におちる       | 大地丙太郎            | 赤城博昭                       | 赤城博昭            | 芳川弥生、吉原幸之助                                                    |
| 04            | 神様、黄泉をかける       | 大地丙太郎            | 藤森雅也                       | 岩崎知子            | 玉利和枝                                                                |
| 05            | 神様、二度目の告白をする | 大地丙太郎            | 大地丙太郎                     | 神原敏昭            | 小嶌エリナ、渡邉慶子                                                    |
| 06            | 神様、小天狗にあう       | 大地丙太郎            | 大地丙太郎                     | 向井雅浩            | 山中純子、大島美和 秦野好紹                                             |
| 07            | 神様、鞍馬山へいく       | 大地丙太郎            | 佐々木和宏                     | 岩崎知子            | 吉原幸之助、芳川弥生                                                    |
| 08            | 神様、潜入する           | 大地丙太郎            | 岩崎知子                       | 岩崎知子            | 吉原幸之助                                                              |
| 09            | 神様、ふいうちをくらう   | 大地丙太郎            | 本多康之                       | 矢花馨              | 飯泉俊臣、水野隆宏                                                      |
| 10            | 神様、告白される         | 大地丙太郎            | 亀垣一                         | 神原敏昭            | 日高真由美、木下由美子 石井ゆみこ                                       |
| 11            | 神様、こどもにもどる     | 大地丙太郎            | 大地丙太郎 本多康之            | 岩崎知子 山本泰一郎 | 大島美和、吉原幸之助 柴田和子、小松香苗 秦野好紹                        |
| 12            | 神様、求婚される         | 大地丙太郎            | 大地丙太郎                     | 山本泰一郎          | 大島美和、山中純子 秦野好紹                                             |
| OVA「過去編」 |                          |                       |                                |                     |                                                                         |
| 01            | 神様、過去に飛ぶ         | 大地丙太郎            | 大地丙太郎                     | 曽我準              | 山中純子、服部憲知 佐々木恵子、秦野好紹 吉見京子、中島理恵 大島美和     |
| 02            | 狐、恋に落ちる           | 大地丙太郎            | 大地丙太郎                     | 山本泰一郎          | 秦野好紹、江森真理子 吉見京子、広中千恵美 水澤智可、橋本正則 鈴木佐智子 |
| 03            | 神様、花嫁になる         | 大地丙太郎            | 赤城博昭                       | 赤城博昭            | 秦野好紹、吉見京子 川島尚、橋本正則 鈴木佐智子、野口啓生 金子匡邦       |
| 04            | 神様、迎えにいく         | 大地丙太郎            | 大地丙太郎                     | 山本泰一郎          | 秦野好紹、川島尚 橋本正則、吉見京子 広中千恵美、和田伸一 山下恵、久保敏 |
| 05            | 神様、幸せになる         | 大地丙太郎            | 大地丙太郎                     | 赤城博昭            | 吉見京子、大島美和 和田伸一、川島尚                                     |

### 放送局
| 放送地域       | 放送局         | 放送期間                 | 放送時間                     | 放送系列          | 備考             |
| 第1期          | 第1期          | 第1期                    | 第1期                        | 第1期             | 第1期            |
| -------------- | -------------- | ------------------------ | ---------------------------- | ----------------- | ---------------- |
| 関東広域圏     | テレビ東京     | 2012年10月2日 - 12月25日 | 火曜 2:05 - 2:35（月曜深夜） | テレビ東京系列    |                  |
| 日本全域       | AT-X           | 2012年10月2日 - 12月25日 | 火曜 22:30 - 23:00           | CS放送            |                  |
| 岡山県・香川県 | テレビせとうち | 2012年10月3日 - 12月26日 | 水曜 2:10 - 2:40（火曜深夜） | テレビ東京系列    |                  |
| 福岡県         | TVQ九州放送    | 2012年10月5日 - 12月28日 | 金曜 3:00 - 3:30（木曜深夜） | テレビ東京系列    | 原作者出身地     |
| 愛知県         | テレビ愛知     | 2012年10月5日 - 12月28日 | 金曜 3:05 - 3:35（木曜深夜） | テレビ東京系列    |                  |
| 韓国全域       | ANIPLUS        | 2012年10月5日 - 12月28日 | 金曜 23:00 - 23:30           | CS放送 ネット配信 | 韓国語字幕あり   |
| 大阪府         | テレビ大阪     | 2012年10月6日 - 12月29日 | 土曜 2:40 - 3:10（金曜深夜） | テレビ東京系列    |                  |
| 北海道         | テレビ北海道   | 2012年10月6日 - 12月29日 | 土曜 3:00 - 3:30（金曜深夜） | テレビ東京系列    |                  |
| 第2期          |                |                          |                              |                   |                  |
| 関東広域圏     | テレビ東京     | 2015年1月6日 - 3月31日   | 火曜 2:05 - 2:35（月曜深夜） | テレビ東京系列    |                  |
| 大阪府         | テレビ大阪     | 2015年1月8日 - 4月2日    | 木曜 2:35 - 3:05（水曜深夜） | テレビ東京系列    |                  |
| 愛知県         | テレビ愛知     | 2015年1月8日 - 4月2日    | 木曜 2:35 - 3:05（水曜深夜） | テレビ東京系列    |                  |
| 北海道         | テレビ北海道   | 2015年1月9日 - 4月3日    | 金曜 2:05 - 2:35（木曜深夜） | テレビ東京系列    |                  |
| 岡山県・香川県 | テレビせとうち | 2015年1月9日 - 4月3日    | 金曜 2:15 - 2:45（木曜深夜） | テレビ東京系列    |                  |
| 福岡県         | TVQ九州放送    | 2015年1月9日 - 4月3日    | 金曜 3:00 - 3:30（木曜深夜） | テレビ東京系列    |                  |
| 日本全域       | AT-X           | 2015年1月9日 - 4月3日    | 金曜 22:30 - 23:00           | CS放送            | リピート放送あり |

| 放送地域 | 放送局             | 放送期間                       | 放送日時                   | 放送系列   | 備考                             |
| 第1期    | 第1期              | 第1期                          | 第1期                      | 第1期      | 第1期                            |
| -------- | ------------------ | ------------------------------ | -------------------------- | ---------- | -------------------------------- |
| 日本全域 | バンダイチャンネル | 2012年10月6日 - 12月29日       | 土曜 12:00 更新            | ネット配信 | 1週間限定無料配信                |
| 日本全域 | バンダイチャンネル | 2012年10月20日 - 2013年1月12日 | 土曜 0:00（金曜深夜） 更新 | ネット配信 | 第1話無料 個別課金による有料配信 |
| 日本全域 | 第2期              |                                |                            | ネット配信 |                                  |
| 日本全域 | dアニメストア      | 2015年1月10日 -                | 土曜 12:00 更新            | ネット配信 |                                  |

その他の配信サイトはアニメ公式サイトを参照。

### 関連商品

#### BD / DVD
| 巻  | 発売日         | 収録話          | 規格品番   | 規格品番   |
| 巻  | 発売日         | 収録話          | BD         | DVD        |
| --- | -------------- | --------------- | ---------- | ---------- |
| 1   | 2012年12月28日 | 第1話           | PCXP-50121 | PCBP-52981 |
| 2   | 2013年1月16日  | 第2話 - 第3話   | PCXP-50122 | PCBP-52982 |
| 3   | 2013年2月20日  | 第4話 - 第5話   | PCXP-50123 | PCBP-52983 |
| 4   | 2013年3月20日  | 第6話 - 第7話   | PCXP-50124 | PCBP-52984 |
| 5   | 2013年4月17日  | 第8話 - 第9話   | PCXP-50125 | PCBP-52985 |
| 6   | 2013年5月15日  | 第10話 - 第11話 | PCXP-50126 | PCBP-52986 |
| 7   | 2013年6月19日  | 第12話 - 第13話 | PCXP-50127 | PCBP-52987 |
| BOX | 2014年11月28日 | 全13話          | PCXP-60035 | PCBP-61397 |

| 巻 | 発売日       | 収録話         | 規格品番   | 規格品番   |
| 巻 | 発売日       | 収録話         | BD         | DVD        |
| -- | ------------ | -------------- | ---------- | ---------- |
| 上 | 2015年3月4日 | 第1話 - 第4話  | PCXP-50272 | PCBP-53232 |
| 中 | 2015年4月1日 | 第5話 - 第8話  | PCXP-50273 | PCBP-53233 |
| 下 | 2015年7月1日 | 第9話 - 第12話 | PCXP-50274 | PCBP-53234 |

非売品DVD
- 『金色のメイキングDVD』※花とゆめ2012年4号付録

#### CD
| タイトル       | 発売日         | 規格品番  | ASIN            | EAN               |
| -------------- | -------------- | --------- | --------------- | ----------------- |
| 神と神使の契約 | 2012年10月24日 | FCCM-0350 | ASIN B008P5YYE0 | EAN 4562207985086 |

非売品ドラマCD
- 『神様、鞍馬山へいく』（前後編）※花とゆめ2013年19号・2014年4号 付録

### Webラジオ

#### 神様はじめました 巴衛と瑞希のミカゲ社通信
2012年9月19日から2013年2月13日までHiBiKi Radio Stationと音泉にて配信されたラジオ番組。毎週水曜配信。パーソナリティは立花慎之介（巴衛 役）、岡本信彦（瑞希 役）。
ゲスト
- 第4回（2012年10月10日） - 鈴木ジュリエッタ（原作者）
- 第16回（2013年1月2日） - 岸尾だいすけ（鞍馬 役）

#### 神様はじめました◎巴衛と護のミカゲ社通信
HiBiKi Radio Stationと音泉にて配信されたラジオ番組。プレ放送が2014年12月12日、12月26日に配信。本放送は2015年1月9日より開始、毎週金曜更新。パーソナリティは立花慎之介（巴衛 役）、山下大輝（護 役）。3月6日よりラジオ名を『神様はじめました◎〜ミカゲ社通信・鞍馬山出張版〜』としてリニューアル。パーソナリティは立花慎之介（巴衛 役）、岸尾だいすけ（鞍馬 役）。5月22日に終了。
ゲスト
- 第2回（2015年1月16日） - 高橋広樹（乙比古 役）
- 第10回（2015年3月13日） - 八神蓮（巴衛 役）、南圭介（鞍馬 役）
- 第13回（2015年4月3日） - 三森すずこ（桃園奈々生 役）
- 第17回（2015年5月22日） - 山下大輝（護 役）

### ゲーム
- 『嫁コレ』に参加しており、2013年3月に巴衛、2013年5月に瑞希、2013年8月に鞍馬が配信された。
- 『神様はじめました〜ドキドキあやかしLOVE〜』は、2013年7月よりハンゲームから配信中のスマートフォンゲーム。2015年9月サービス終了。ノベル型恋愛ゲームで、奈々生に代わってプレイヤー自身が主人公、妖の巴衛・瑞希・鞍馬が攻略対象となっている[10]。テレビアニメ版のキャラクターデザイン・総作画監督を務めた山中純子が、本作のために描き下ろしたスチルを多数収録。TVアニメ同様の声優による録り下ろしボイスも収録されている[10]。

## 舞台

### 第1作
『神様はじめました THE MUSICAL♪』のタイトルで、2015年3月21日から同年3月29日まで、Wキャストの配役も交えながら東京芸術劇場中ホール（プレイハウス）にて公演された。全13公演。脚本・演出は秦建日子。
単行本第2巻までの舞台化であり、巴衛が奈々生の神使になるまでを描く。
主なキャストは、#登場キャラクターを参照。

#### スタッフ（舞台第1作）
- 原作 - 鈴木ジュリエッタ（白泉社「花とゆめ」連載）
- 脚本・演出 - 秦建日子
- プロデューサー - 千葉英樹、吉松枝里
- キャスティング - 忍足晃則
- 企画協力 - 久良知舞、西田見和子、林郁美
- 音楽 -  SWEEP、 奈良悠樹
- 舞台監督 - 杣谷昌洋
- 技術監督 - 寅川英司
- 照明 - 島田昌明
- 映像 - 清水隆司
- 音響 - TAISHI
- 美術 - 青木拓也
- 小道具 - 畠山直子
- 衣装 - ふくすけ
- ヘアメイク - 松前詠美子
- 殺陣 - 横山一敏
- 振付 - 平山由延
- 制作 - 田井利可子
- 宣伝写真 - 渡辺慎一
- ビジュアルデザイン - 佐々木和徳
- 製作 - 神様はじめましたTHE MUSICAL♪製作委員会
- 主催 - アルテメイト

### 第2作
『神様はじめました THE MUSICAL♪2016』のタイトルで、2016年1月15日から同年1月21日まで、AiiA 2.5 Theater Tokyoにて公演された。

#### スタッフ（舞台第2作）
- 原作 - 鈴木ジュリエッタ
- 脚本・演出 - 秦建日子
- 音楽：キャラクターソング作詞・作曲 - SWEEP
- 劇中歌・劇伴 - 奈良悠樹（F.M.F）
- 舞台監督 - 赤坂有紀子
- 照明 - 島田昌明（銀河プロジェクト）
- 映像 - 清水隆司（銀河プロジェクト）

## コラボ企画など
叡山電鉄
アニメ第2期の放送に合わせ、2015年2月14日から5月31日までの予定で700系電車1編成をヘッドマークやラッピングを施した特別編成で運行する。
東映太秦映画村
アニメ第2期の放送終了に合わせ、2015年4月1日から5月10日までの予定でオリジナルグッズ販売、原画展示、フォトスポットなどが開催されていた。